# ノジュラリン
ノジュラリン-R（nodularin-R、ノズラリン-R）は、プランクトン性藍藻（シアノバクテリア）Nodularia spumigenaによって生産される環状非リボソームペプチドのひとつである。このシアノバクテリアは、世界中の汽水域においてブルームを形成する。ノジュラリン-Rはペンタペプチドであり、メチルデヒドロブチリンやβ-アミノ酸のADDA（(all-S,all-E)-3-Amino-9-methoxy-2,6,8-trimethyl-10-phenyldeca-4,6-diene acid）といった複数のまれな非タンパク質性アミノ酸を含んでいる。ノジュラリン-Rはシアノトキシンであり、野生動物、家畜、人間に対して健康上のリスクを引き起こす。ノジュラリン-Rは強力なヘパトトキシン（肝臓毒）であり、肝臓に深刻な損傷を引き起こす。  